# Sehestedmästaren
Sehestedmästaren var en svensk stenhuggare verksam under senare delen av 1500-talet.
Sehestedmästaren uftörde en grupp av sex porträttgravstenar fem i Skåne och en i Danmark under 1560- och 1570-talet bland annat en sten över Jakob Sehested i Lund. Hans gravstenar är starkt arkitektoniskt uppbyggda. Figurerna står i perspektiviskt utformade nischer som omges av en arkad, prydda med vapensköldar. Vid senare forskning har Christian Axel Jensen fört fram teorin om att stenarna är besläktade med den okänd mästare som utförde gravstenen över Peder Oxe i Øster-Broby på Själland på 1560-talet och andra gravstenar på Själland.